# Alexander Kaleri
Alexander Yurievich Kaleri (em russo:  Александр Юрьевич Калери) (Jūrmala, Letônia 13 de Maio de 1956) é um cosmonauta russo e veterano de visitas prolongadas à Estação Espacial Mir e à Estação Espacial Internacional. Realizou três missões a bordo da Mir em 1992, 1996–1997 e 2000. Na Estação Espacial Internacional (ISS), permaneceu em órbita com o astronauta Michael Foale, na Expedição 8 e comandou a nave Soyuz TMA-01M durante as expedições 25 e 26, das quais foi engenheiro de voo.

## Biografia
Kaleri se graduou no Instituto de Física e Tecnologia de Moscou (no curso de Aeromecânica e Engenharia de Voo) em 1979. No mesmo ano, foi empregado pela RKK Energiya e trabalhou no projeto da estação espacial Mir. Selecionado como cosmonauta-candidato em abril de 1984, completou seu treinamento e avaliação no Centro de Treinamento Yuri Gagarin (1985-1986), tornando-se membro da divisão de cosmonautas. Em 1987 e foi qualificado para voar como piloto de testes. Registrou 22 horas voando com o avião de treinamento L-39.
Em 1 de dezembro de 1987, Kaleri fez um curso de treinamento para um voo espacial a bordo da  Mir como engenheiro de voo reserva da missão de longa duração Mir-3. De Janeiro a Abril de 1991, fez um curso de treinamento para um voo espacial a bordo da Mir como engenheiro de voo reserva da missão de longa duração Mir-9. De 8 de outubro de 1991 a 25 de fevereiro de 1992, estava treinando para ser engenheiro titular do voo principal para a missão de longa duração Mir-11.
De 17 de março a 10 de agosto de 1992, participou de sua primeira missão de 145 dias a bordo da nave Soyuz TM-14 e da estação orbital Mir. O programa incluía oito dias de convívio com o cosmonauta alemão Klaus-Dietrich Flade na expedição (Mir-12) e doze dias com o cosmonauta francês Michel Tognini (Programa Antares).

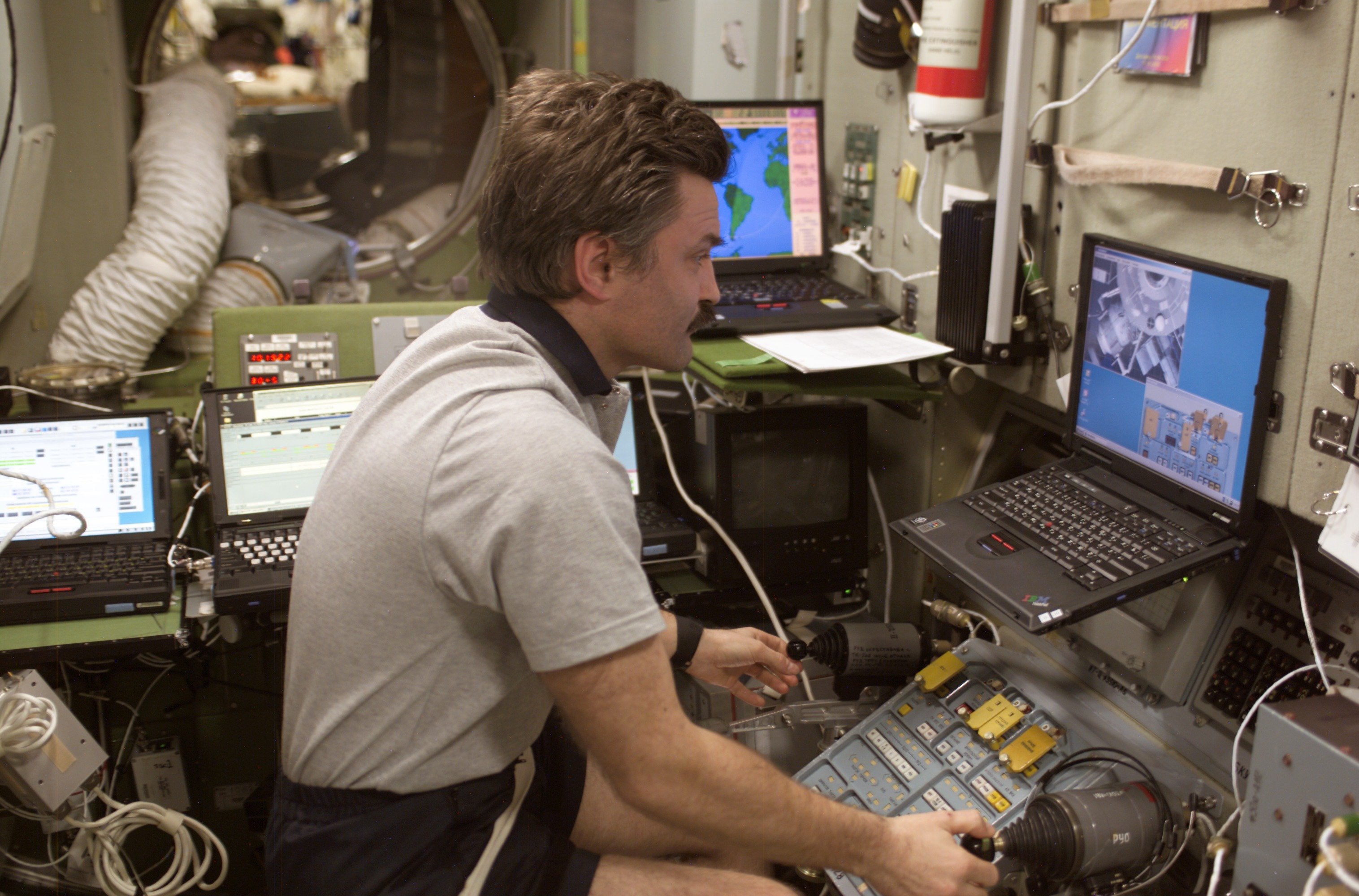
Kaleri trabalhando na ISS

Entre agosto de 1996 e março de 1997, integrou a tripulação da Soyuz TM-24 para mais seis meses de missão na Mir. De 4 de abril a 16 de junho de 2000, Alexander Kaleri fez seu terceiro voo espacial a bordo da nave Soyuz TM-30 e da Mir como engenheiro da Mir-28.
Em sua quarta viagem espacial, que durou de 18 de outubro de 2003 a 29 de abril de 2004, serviu como engenheiro de voo a bordo da Estação Espacial Internacional. A missão durou 194 dias, 18 horas e 35 minutos e incluía um EVA de 3 horas e 55 minutos de duração.
Em 7 de outubro de 2010 Kaleri voltou ao espaço como comandante da nave Soyuz TMA-01M, para nova permanência de longa duração na Estação Espacial Internacional, como engenheiro de voo das Expedições 25 e 26, nas quais ele e a tripulação participaram de experiências com o crescimento de cristais na microgravidade, física e biometria. Retornou à Terra em 16 de março de 2011, após cerca de 160 dias no espaço.
No total de suas missões espaciais, Kaleri passou 769 dias em órbita, vários deles em Atividades extra-veiculares. Como condecorações especiais, foi elevado à categoria de Herói da Federação Russa e recebeu a Legião de Honra do governo francês.